# 36e législature de la Chambre des représentants de Belgique
La 36e législature de la Chambre des représentants de Belgique a commencé le 27 avril 1954, et s'est achevée le 24 avril 1958. Elle fait suite aux élections législatives du 11 avril 1954. Elle englobe le gouvernement Van Acker IV.
Cette législature comptait 212 membres.

## Bureau
- Camille Huysmans, président
- Henri Heyman, 1er vice-président
- Louis Joris, 2e vice-président
- vice-présidents :
  - François Van Belle
  - Fernand Brunfaut
  - Marcel Philippart
- Secrétaires:
  - Gaston Juste
  - Jozef Vercauteren
  - Maurice Jaminet
  - Marguerite De Riemaecker, née Legot
  - Charles Janssens
  - Louis D'haeseleer
- Questeurs:
  - Joseph Chalmet
  - Jean Merget
  - Hendrik Marek
  - Fernand Masquelier
  - Raoul Hicguet
  - Frans Gelders

## Membres
- Edouard Anseele
- Jules Bary
- Raymond Becquevort
- Oscar Behogne
- Kamiel Berghmans
- Adrien Bertelson
- Alfred Bertrand
- Gerard Bijnens
- Fernand Blum
- Marcel Bode
- Georges Bohy
- Alfred Bonjean
- Martin Boutet
- Joseph Bracops
- Maurice Brasseur
- Max Buset
- Marcel Busieau
- Henri Castel
- Eugène Charpentier
- Léo Collard
- Lucien Cooremans
- Germaine Copée, née Gerbinet
- Clotaire Cornet
- Lode Craeybeckx
- Germaine Craeybeckx, née Orij
- Guy Cudell
- Marcel Daman
- Oscar Debunne
- Albert De Clerck
- Jules Deconinck
- René de Cooman
- Joseph Dedoyard
- Eugène De Gent
- Hubert De Groote
- Albert De Gryse
- Eduard Dehandschutter
- Théo Dejace
- Georges Dejardin
- Amédée De Keuleneir
- Roger De Kinder
- Léon Delhache
- Ernest Deltenre
- Leo Delwaide
- Marcel Demets
- René Demoitelle
- Maria-Theresia de Moor, née Van Sina
- Ernest Demuyter
- Alfons De Nolf
- Placide De Paepe
- Julius De Pauw
- André Dequae
- Etienne Derick
- Henri Démettes
- Jos De Saegher
- Léopold Deschepper
- August De Schryver
- Maurice Destenay
- Arthur De Sweemer
- Alfred De Taeye
- Frans Detiège
- Godfried Develter
- Albert Devèze
- Albert de Vleeschauwer
- Maurice Dewulf
- Pierre Dexters
- René Dieudonné
- Pierre Diriken
- Jean Discry
- Charles du Bus de Warnaffe
- Joseph Dupont
- Noël Duvivier
- Paul Eeckman
- Gerard Eneman
- Gaston Eyskens
- Henri Fayat
- Jozef Feyaerts
- Gustave Fiévet
- Antoon Fimmers
- Alexandra-Émilie Fontaine, née Borguet
- Arthur Gailly
- Justin Gaspar
- Julien Geldof
- Charles Gendebien
- Guido Gillès de Pélichy
- Arthur Gilson
- Georges Glineur
- Karel Goetghebeur
- Antoine Goffin
- Lambert Gottings
- Mathilde Groesser, Née Schroyens
- Frans Grootjans
- Pierre Harmel
- Charles Héger
- Augustinus Hens
- Fernand Hermans
- Jules Hossey
- Georges Housiaux
- Gaston Hoyaux
- Edmond Jacques
- Mathieu Jacques
- Louis Kiebooms
- Pierre Kofferschläger
- Paul Kronacker
- Hilaire Lahaye
- Edgard Lalmand
- Désiré Lamalle
- Yvonne Lambert
- Henri Lambotte
- Victor Larock
- Edmond Leburton
- René Lefebvre
- Fernand Lefère
- Théo Lefèvre
- Philippe le Hodey
- Henri Liebaert
- Gaston Longeval
- Georges Loos
- Jozef Magé
- Louis Major
- Joseph Martel
- Joseph-Jean Merlot
- Joseph Merlot
- Jules Mertens
- Jules Messinne
- Paul Meyers
- Eugène Moriau
- Ludovic Moyersoen
- Léon Mundeleer
- Louis Namèche
- Raymond Nossent
- Simon Paque
- Albert Parisis
- Joseph Peereboom
- Lode Peeters
- Justin Peeters
- Auguste Peiffer
- René Pêtre
- Marc-Antoine Pierson
- Jean Rey
- Frans Robyns
- Louis Rombaut
- Roger Rommiée
- Ernest Rongvaux
- André Saint-Rémy
- Antoine Sainte
- Raymond Scheyven
- Maurice Schot
- Arthur Sercu
- Eugène Soudan
- Paul-Henri Spaak
- Antoon Spinoy
- Joannes Steps
- Paul Streel
- Camiel Struyvelt
- Valeer Tahon
- Francis Tanghe
- Jean Terfve
- Georges Thielemans
- Walter Thys
- François Tielemans
- Roger Toubeau
- Achille Van Acker
- Benoît Van Acker
- Michel Van Caeneghem
- Frans Van Cauwelaert
- Jozef Van Cleemput
- Magdalena Van Daele, née Huys
- Albert Vanden Berghe
- Paul Vanden Boeynants
- Geeraard Van den Daele
- Jan Van den Eynde
- Jacques Van der Schueren
- Jeanne Vanderveken, née Van de Plas
- Norbert Van Doorne
- Renaat Van Elslande
- Joris Van Eynde
- Adolphe Van Glabbeke
- Frans Van Goey
- Camille Vangraefschepe
- Emiel Van Hamme
- Jozef Van Royen
- Jan Van Winghe
- Cornelius Verbaanderd
- Alfons Verbist
- Octaaf Verboven
- Herman Vergels
- Camiel Verhamme
- Albert Verlackt
- Jan Verroken
- Maurice Violon
- Herman Wagemans
- Pierre Wigny
- Hilaire Willot
- Julius Wostyn